# Verchocq
Verchocq és un municipi francès situat al departament del Pas de Calais i a la regió dels Alts de França. L'any 2007 tenia 582 habitants.

## Demografia

### Població
El 2007 la població de fet de Verchocq era de 582 persones. Hi havia 221 famílies de les quals 51 eren unipersonals (12 homes vivint sols i 39 dones vivint soles), 75 parelles sense fills, 75 parelles amb fills i 20 famílies monoparentals amb fills.
La població ha evolucionat segons el següent gràfic:
Habitants censats

### Habitatges
El 2007 hi havia 273 habitatges, 224 eren l'habitatge principal de la família, 35 eren segones residències i 14 estaven desocupats. 269 eren cases i 1 era un apartament. Dels 224 habitatges principals, 187 estaven ocupats pels seus propietaris, 28 estaven llogats i ocupats pels llogaters i 10 estaven cedits a títol gratuït; 4 tenien dues cambres, 15 en tenien tres, 54 en tenien quatre i 151 en tenien cinc o més. 168 habitatges disposaven pel capbaix d'una plaça de pàrquing. A 109 habitatges hi havia un automòbil i a 88 n'hi havia dos o més.

### Piràmide de població
La piràmide de població per edats i sexe el 2009 era:
| Homes | Edats   | Dones |
| ----- | ------- | ----- |
| 0     | 95 o +  | 0     |
| 0     | 90 a 94 | 0     |
| 4     | 85 a 89 | 24    |
| 8     | 80 a 84 | 8     |
| 20    | 75 a 79 | 12    |
| 12    | 70 a 74 | 12    |
| 24    | 65 a 69 | 32    |
| 4     | 60 a 64 | 8     |
| 8     | 55 a 59 | 4     |
| 24    | 50 a 54 | 12    |
| 20    | 45 a 49 | 20    |
| 20    | 40 a 44 | 12    |
| 4     | 35 a 39 | 8     |
| 16    | 30 a 34 | 12    |
| 24    | 25 a 29 | 16    |
| 12    | 20 a 24 | 16    |
| 28    | 15 a 19 | 12    |
| 16    | 10 a 14 | 12    |
| 0     | 5 a 9   | 8     |
| 20    | 0 a 4   | 20    |

## Economia
El 2007 la població en edat de treballar era de 324 persones, 228 eren actives i 96 eren inactives. De les 228 persones actives 217 estaven ocupades (131 homes i 86 dones) i 11 estaven aturades (2 homes i 9 dones). De les 96 persones inactives 39 estaven jubilades, 12 estaven estudiant i 45 estaven classificades com a «altres inactius».

### Ingressos
El 2009 a Verchocq hi havia 228 unitats fiscals que integraven 600,5 persones, la mediana anual d'ingressos fiscals per persona era de 14.533 €.

### Activitats econòmiques
Dels 31 establiments que hi havia el 2007, 1 era d'una empresa extractiva, 6 d'empreses de construcció, 6 d'empreses de comerç i reparació d'automòbils, 1 d'una empresa de transport, 6 d'empreses d'hostatgeria i restauració, 1 d'una empresa financera, 1 d'una empresa immobiliària, 3 d'empreses de serveis, 5 d'entitats de l'administració pública i 1 d'una empresa classificada com a «altres activitats de serveis».
Dels 7 establiments de servei als particulars que hi havia el 2009, 1 era un taller de reparació d'automòbils i de material agrícola, 1 paleta, 2 fusteries, 1 lampisteria, 1 electricista i 1 restaurant.
L'únic establiment comercial que hi havia el 2009 era una carnisseria.
L'any 2000 a Verchocq hi havia 37 explotacions agrícoles que ocupaven un total de 1.316 hectàrees.

## Equipaments sanitaris i escolars
El 2009 hi havia 1 escola maternal integrada dins d'un grup escolar amb les comunes properes formant una escola dispersa i 1 escola elemental integrada dins d'un grup escolar amb les comunes properes formant una escola dispersa.

## Poblacions més properes
El següent diagrama mostra les poblacions més properes.